# Edas Butvilas
Edas Butvilas (Klaipėda, 23 de julio de 2004) es un jugador profesional de tenis lituano. Actualmente es la segunda raqueta de su país, ocupando la posición 201.° del ranking ATP en individuales y la 1380.° en dobles.

## Carrera
Es miembro de la Academia Tenniscomp del Club Atlético Montemar de Alicante, donde entrena junto a Iván Navarro.
En el circuito profesional, disputó dos finales de Challengers en singles, y en ambas ha obtenido la victoria. A nivel júnior, ganó dos títulos de Grand Slam en dobles, el primero de ellos en 2021, en Wimbledon, junto al español Alejandro Manzanera Pertusa, derrotando en la final al español Daniel Rincón y al jordano Abedallah Shelbayh por 6-3 y 6-4; y en 2022 resultó campeón en Roland Garros junto al croata Mili Poljičak, venciendo a la dupla peruana conformada por Gonzalo Bueno e Ignacio Buse por parciales 6-4 y 6-0.

## Copa Davis
Fue nominado 8 veces, habiendo jugado 11 partidos, ganando 3 (2 en singles y uno en dobles) y perdiendo en 8 (4 en singles y 4 en dobles).
- Debut: marzo de 2022 contra Pakistán, derrota ante Aisam-ul-Haq Qureshi por 4-6 y 6-7.

## Títulos ATP Challenger (2; 2+0)

#### Individuales (2)
| N.° | Fecha                    | Torneo      | Superficie | Oponente en la final | Resultado |
| --- | ------------------------ | ----------- | ---------- | -------------------- | --------- |
| 1.  | 29 de septiembre de 2024 | Charleston  | Dura       | Nishesh Basavareddy  | 6-4, 6-3  |
| 2.  | 9 de marzo de 2025       | Hersonissos | Dura       | Stuart Parker        | 6-3, 6-3  |

## Títulos Grand Slam Junior (2; 0+2)

#### Dobles (2)
| Año  | Torneo        | Superficie    | Pareja                      | Oponentes en la final            | Resultado |
| 2021 | Wimbledon     | Hierba        | Alejandro Manzanera Pertusa | Daniel Rincón Abedallah Shelbayh | 6-3, 6-4  |
| 2022 | Roland Garros | Tierra Batida | Mili Poljicak               | Gonzalo Bueno Ignacio Buse       | 6-4, 6-0  |